# BFI London Film Festival
BFI London Film Festival är Storbritanniens största filmfestival, arrangerad i London av British Film Institute. Festivalen går av stapeln varje år under i oktober. Idén till festivalen stammar från 1953, och den första upplagan arrangerades 1957.

## Utmärkelser under festivalen
Under festivalen delas följande priser ut:
- The Sutherland Trophy
- The Grierson Award
- Best Film
- Best British Newcomer Award
- BFI Fellowships